# Андонис Самарас
Андо̀нис Самара̀с (на гръцки: Αντώνης Σαμαράς) е гръцки политик, министър-председател на Гърция от 20 юни 2012 до 26 януари 2015 г.
Той е външен министър от Нова демокрация през 1989-1992 г., но поради несъгласия с Константинос Мицотакис за политиката към Република Македония създава собствена партия и става причина за паданенето на Нова демокрация от власт през 1993 г. Самарас се завръща в Нова демокрация през 2004 г., а през ноември 2009 г. е избран за неин председател.

## Биография
Роден е на 23 май 1951 година в Атина в семейство на кардиолог, а прабаба му е писателката Пинелопи Делта. Андонис Самарас следва икономика в Емърст колидж в Масачузетс, където е съквартирант на бившия премиер Георгиос Папандреу. През 1976 година Самарас завършва икономика в Харвардския университет със степен магистър по бизнес администрация.
От 1977 до 1996 година Андонис Самарас е депутат в гръцкия парламент, избиран от листата на Нова демокрация. През 1989 година за кратко е икономически министър в коалиционното правителство на Дзанис Дзанетакис. През 1989-1992 година е външен министър в кабинетите на Ксенофон Золотас и Константинос Мицотакис. Андонис Самарас е един от безкомпромисните гръцки политици по Македонския въпрос и Спора за името на Република Македония. През 1992 година заради липсата за компромис по този въпрос той е отстранен от поста външен министър, след което напуска партията Нова демокрация и създава през 1993 година движението „Политическа пролет“.
През 2004 година Андонис Самарас се завръща в Нова демокрация и на изборите триумфира Костас Караманлис. Избран е за евродепутат през 2004 година и отново за депутат в гръцкия парламент през 2007 г. От януари до октомври 2009 г. е министър на културата.
В края на 2009 година, когато Нова демокрация претърпява тежко поражение вследствие на финансовата и дълговата криза, Самарас поема председателството на партията.
След съставянето на правителството на национално единство а икономиста Лукас Пападимос през 2011 година, Нова демокрация спечелва предсрочните парламентарни избори през май 2012 година и Самарас управлява страната до 2015 г.
След връщането на Нова демокрация на власт през 2019 година той остава в парламента като депутат и критикува от дясноконсервативни позиции отделни либерални или външнополитически действия на правителството на Кириакос Мицотакис. През февруари 2024 г. оглавява консервативното крило на Нова демокрация, което гласува против закона за еднополовите бракове.   През ноември 2024 г. е изключен от "Нова демокрация" и остава в парламента като независим.